# Constantinus II (hoàng đế)
Flavius Claudius Constantinus, tiếng Anh hiểu là Constantine II là một vị Hoàng đế của Đế quốc La Mã (trị vì:337-340). Constantinus II là con trai cả của Constantine Đại đế và hoàng hậu Fausta. Ông sinh ra ở Arles vào tháng 2 năm 317 và được nuôi dạy là một Kitô hữu, ông đã lên ngôi sau khi cha băng hà. Ông cai trị với 2 em là Constantius II và Constans. Ông qua đời trong một trận đánh năm 340.

## Cuộc đời

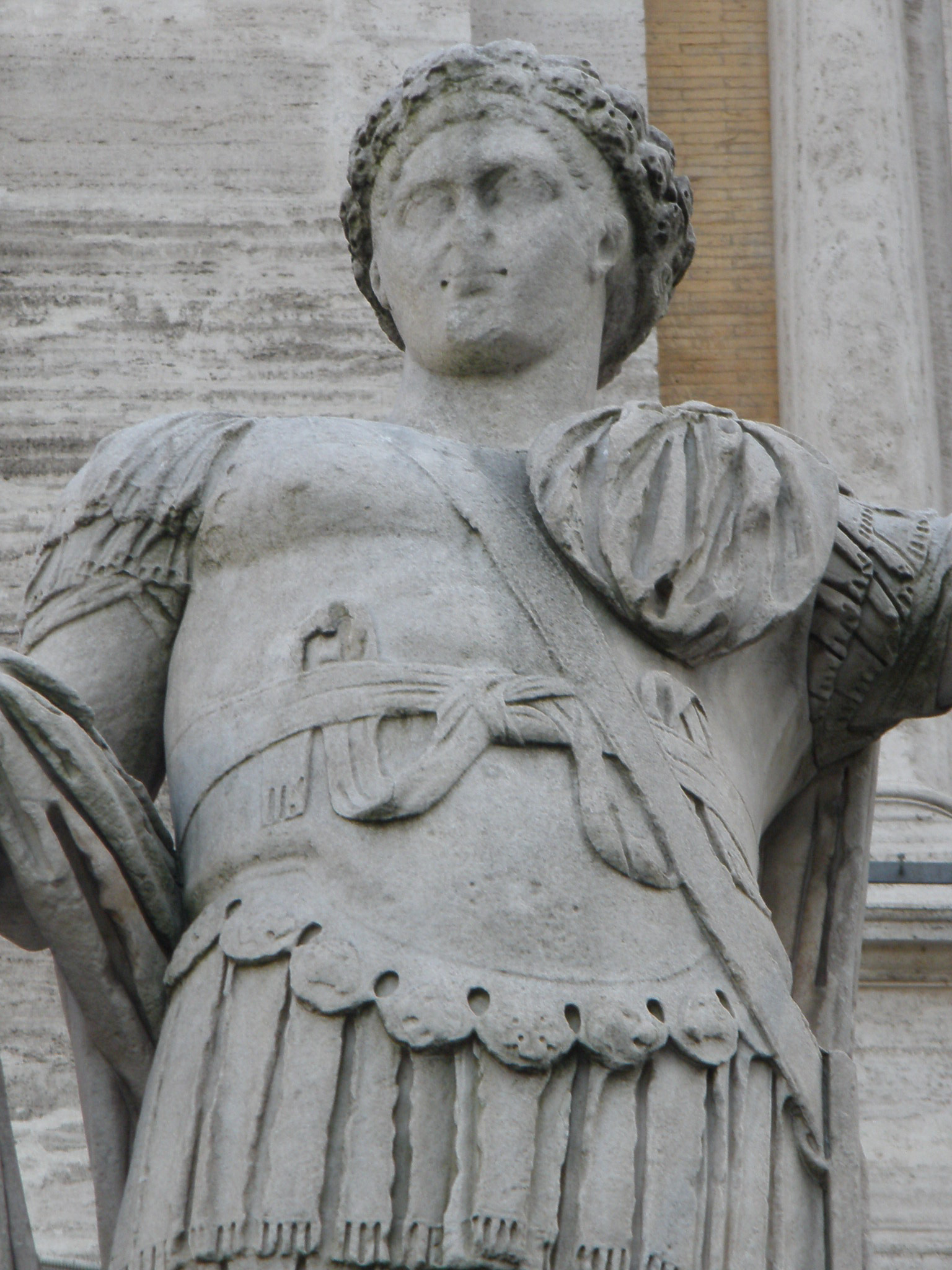
Tượng của Constantinus II khi còn làm ceasar trên đỉnh của dãy bậc thang Cordonata (Dãy bậc thang lớn dẫn đến quảng trường đồi Capitolinus) tại Rome.

Ngày 01 Tháng Ba năm 317, Constantinus đã được phong làm Caesar,, và ở tuổi lên bảy năm 323, ông đã tham gia vào chiến dịch của cha mình chống lại người Sarmatia  Ở tuổi lên mười. Ông trở thành chỉ huy của Gaul, sau cái chết của người anh trai cùng cha của ông, Crispus. Một dòng chữ ghi niên đại năm 330 có tựa đề Alamannicus, vì vậy có thể rằng các tướng của ông đã giành chiến thắng trước người Alamanni  sự nghiệp quân sự của ông tiếp tục khi Constantinus I đã chọn con trai ông chỉ huy trong chiến dịch chống lại người Goth năm 332.
Sau khi cha ông qua đời năm 337, Constantinus II ban đầu đã trở thành hoàng đế cùng với các anh em của ông Constantius II và Constans, họ phân chia đế chế với nhau và anh em họ của mình, các Caesar là Dalmatius và Hannibalianus  Sự sắp xếp này hầu như không còn tồn tại cùng với cái chết của Constantius I, với các con trai của Constantine sắp xếp để tàn sát hầu hết các thành viên trong gia đình của Constantinus I với bàn tay của quân đội  Kết quả là, ba anh em họ họp với nhau ở Pannonia  và vào ngày 09 Tháng 9, 337, họ lại phân chia thế giới La Mã với nhau. Constantinius, được tuyên bố là Augustus bởi quân đội  nhận được Gaul, Britannia và Hispania.

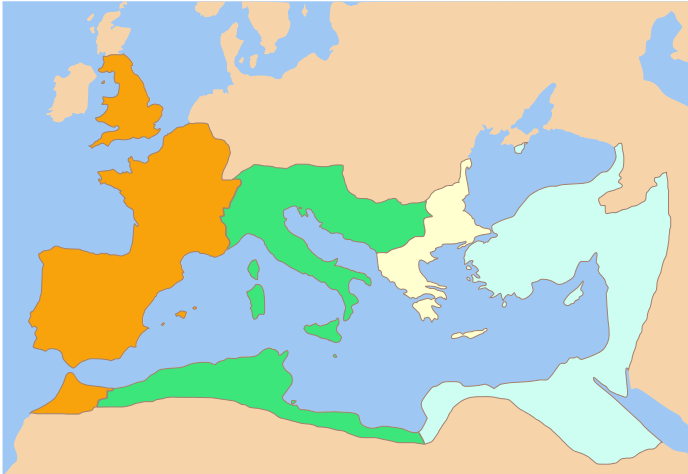
Sự phân chia đế quốc La Mã khi Constantinus Đại đế phong các ceasar, lần lượt từ Tây sang Đông: Constantinus II, Constans I, Dalmatius và Constantius II. Sau cái chết của Constantinus I, đây là sự phân chia trên thực tế của của đế quốc La Mã cho đến khi Dalmatius bị giết chết và phần lãnh thổ của ông được chia giữa Constans I và Constantius II.

Lúc đầu, ông là người giám hộ của Constans, em trai của ông, có đất đai gồm Ý, châu Phi và Illyricum. Constantine sớm phàn nàn rằng ông đã không nhận được nhiều lãnh thổ mà đáng lẽ ra của ông, xuất phát từ vị trí của mình là người con lớn tuổi nhất trong số những người con trai của Constantinus đáng được thế Bực mình rằng Constans đã nhận được Thrace và Macedonia sau cái chết của Dalmatius. Constantinus yêu cầu Constans chia sẻ các tỉnh châu Phi, trong đó, để duy trì một nền hòa bình mong manh, ông ta đã đồng ý để làm vậy
Ông đã sớm dính vào cuộc đấu tranh giữa các dòng Thiên chúa giáo khác nhau mà đã phá vỡ sự thống nhất của Giáo hội Kitô giáo  Phần phía tây của đế quốc, dưới ảnh hưởng của các Đức Giáo hoàng tại Roma nghiêng về phe người Công giáo và chống lại giáo phái Arian, và thông qua sự can thiệp của họ, họ thuyết phục Constantinus tha cho Athanasius, cho phép ông trở lại Alexandria.